# Stadtbüchereien Düsseldorf
Die Stadtbüchereien Düsseldorf sind von der Stadt Düsseldorf betriebene öffentliche Bibliotheken. Sie verstehen sich traditionell als Dienstleistungszentrum im Informationsbereich, bieten inzwischen aber auch ein Forum für die direkte und mediale Begegnung. Dem breiten Publikum werden verschiedene Informationsmedien für den privaten und beruflichen Bereich zur Einsicht und Ausleihe zur Verfügung gestellt, daneben bestehen weitere Ausleihmöglichkeiten sowie Veranstaltungen.
In der Zentralbibliothek im „KAP1“, Düsseldorf-Stadtmitte sowie an 14 Standorten in verschiedenen Stadtteilen werden insgesamt rund 800.000 Medien vorgehalten. Daneben wird eine Online-Bibliothek betrieben. 2023 wurde die Zentralbibliothek vom Deutschen Bibliotheksverband zur Bibliothek des Jahres gekürt.

## Medien und Ausleihe

### Zentralbibliothek

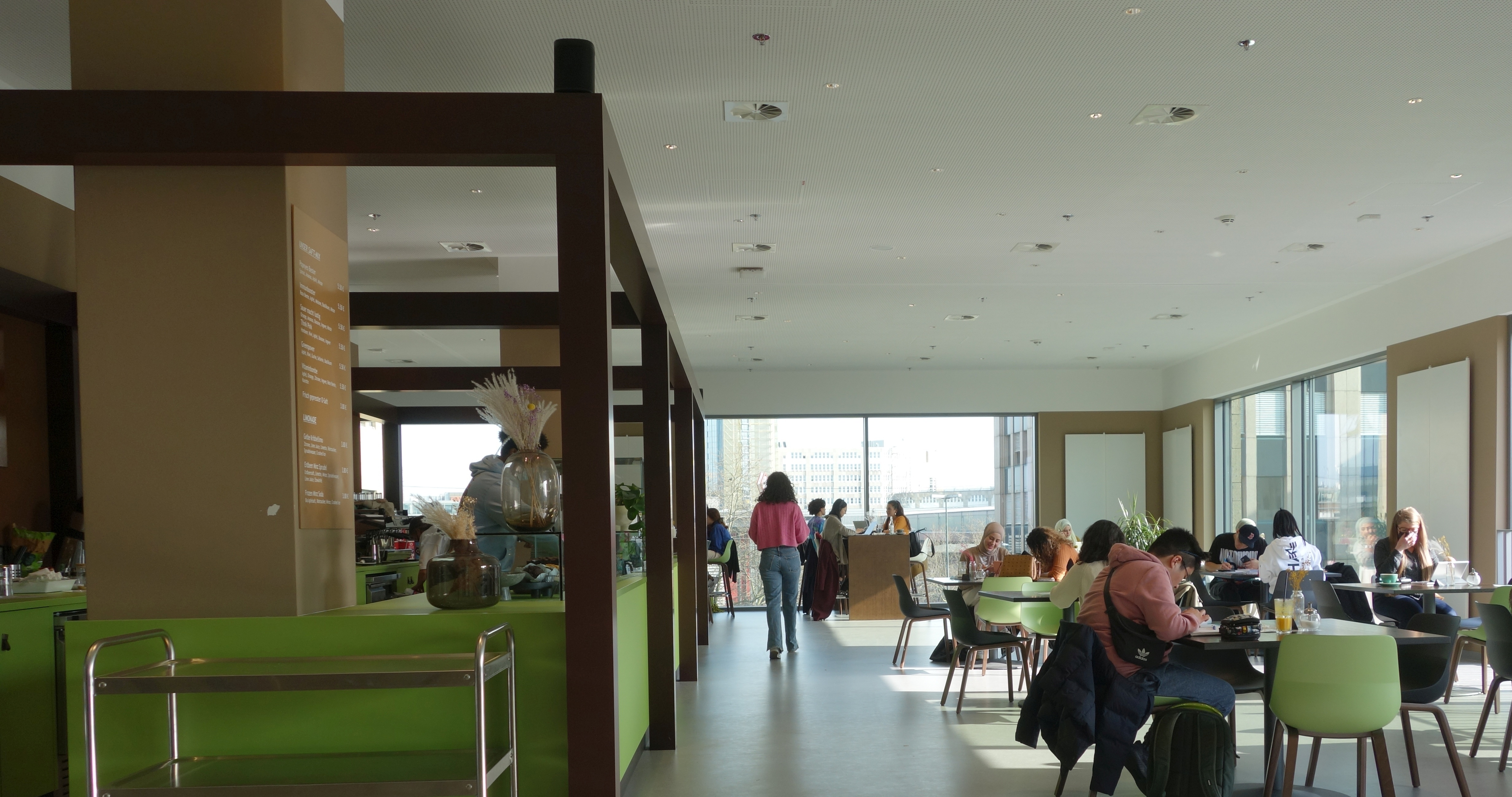
Zentralbibliothek, Büchereicafé „Xafé“
(2022)

Der Besucherteil der Zentralbibliothek im Gebäude KAP1, Konrad-Adenauer-Platz 1, befindet sich in zwei, durch eine breite Treppe und einem zusätzlichen Fahrstuhl verbundenen Ebenen, in der zweiten und dritten Etage. Ein barrierefrei erreichbarer, 300 qm großer Dachgarten kann bei entsprechendem Wetter genutzt werden. Das Bibliothekscafé Xafé kann bei Bedarf um einen multifunktionalen Raum erweitert werden.
Die Zentralbibliothek umfasst auf 8000 Quadratmeter Publikumsfläche über 300.000 Medien, darunter neben Büchern CDs, DVDs, Spiele, Digitalmedien und Noten. Insgesamt 600 Arbeitsplätze sind für Lernende vorhanden. In eigenen Bereichen befinden sich eine Kinder- und eine Jugendbibliothek, erstere mit einem eindrucksvollen Baumhaus. Ein Großteil der Arbeitsplätze verfügt über PC's mit Programmen für Textverarbeitung und anderem. In der gesamten Zentralbibliothek gibt es freies WLAN. Geschlossene Lernboxen ermöglichen ein konzentriertes Arbeiten. Weitere Angebote sind zwei Eltern-Kind-Studios mit Bastelprogrammen und anderen Angeboten, ein juristischer Lesesaal, eine Saatgutbibliothek sowie eine „Bibliothek der Dinge“ mit der Ausleihmöglichkeit von Sachen die nur selten gebraucht werden. In der Bücherei steht unter anderem ein 3D-Druck-Drucker für allgemeinen Gebrauch bereit. – Service und Beratung erhalten die Besucher an drei Infopoints sowie von mobilen Mitarbeiterinnen und Mitarbeitern.
Die automatisierte Rückgabe der Ausleihen, mit Vorsortierung für die Mitarbeiter, erfolgt in der Glashalle im Erdgeschoss. Es besteht eine zusätzliche, von den Öffnungszeiten unabhängige Möglichkeit an der Außenseite des Gebäudes. Die Bücherei ist auch sonntags geöffnet, eingeschränkt von 13 bis 18 Uhr. Da sonntags der größte Besucheransturm ist, 2023 waren es in fünf Stunden durchschnittlich rund 3000 Personen, wird erwogen, die Öffnungszeiten zu verlängern. Zum Gedanken, die Bücherei rund um die Uhr offen zu halten, sagte ihr Leiter Norbert Kamp: „Meines Wissens gibt es nur eine einzige öffentliche Stadtbibliothek auf der Welt, die so etwas anbietet, und zwar auf Teneriffa. […] Am Ende ist die Frage, ob ein solches Angebot von vielen Menschen genutzt wird.“

#### Musikbibliothek
Der Zentralbibliothek angegliedert ist die Musikbibliothek, die ein breites Spektrum von Klassik bis Pop abdeckt. Es werden 15.000 CDs sowie 300 DVDs und 2000 Videos vorgehalten. Hinzu kommen rund 35.000 Notenblätter und 16.000 Bücher zum Thema Musik sowie einschlägige Fachzeitschriften. Die rund 8000 Schallplatten sowie die CDs können vor Ort an Abspielstationen angehört werden.

#### Das Gebäude KAP1
Das Gebäude der Zentralbibliothek, baurechtlich gesehen ein Hochhaus, wird von vier 6 × 8 Meter goldenen Stahlrahmen gekrönt. Die an den Seiten des Daches befindlichen Rahmen ragen weit in den Luftraum hinein. Das Kunstwerk Blickfang stammt von Barbara Wille, Professorin an der Hochschule für Bildende Künste in Dresden. Es soll Bühne, Fenster, Bild und Schild symbolisieren.
Auf dem Dach des KAP1 liefert eine Photovoltaikanlage mit 250 Modulen auf einer Fläche von 800 Quadratmetern jährlich 95.000 Kilowattstunden elektrische Energie.

### Gesamtkatalog der Düsseldorfer Kulturinstitute (GDK)
Der Gesamtkatalog ist der Verbundkatalog von 14 Düsseldorfer Kulturinstitutsbibliotheken in städtischer und nicht städtischer Trägerschaft. Er weist die Spezialbibliotheksbestände der beteiligten Institute formal und sachlich nach. Er wird von den Stadtbüchereien Düsseldorf fachlich betreut und herausgegeben.

### Stadtteilbüchereien
Die 14 Stadtteilbüchereien verfügten 2008 insgesamt über 364.027 Medien. Die Nutzer tätigten rund 2,3 Millionen Ausleihen. Anders als in der Zentralbibliothek überwogen in den Stadtteilen die Unterhaltungsmedien. Sachmedien machten hier nur 24,2 % der Ausleihen aus. Vor allem Kindermedien wurden mit 43,9 % am häufigsten ausgeliehen. Den höchsten Medienbestand führt die Bücherei in Benrath mit fast 35.000, den niedrigsten Unterbach mit rund 17.000. Die Filiale in Hassels ist mit rund 4400 Medien ein Sonderfall, da sie ausschließlich Kinder als Zielgruppe hat.

### Online-Bibliothek
Die Online-Bibliothek führt rund 16.000 Medien, darunter Zeitschriften, Tageszeitungen, MP3-Dateien, Videos etc., die die registrierten Nutzer der Stadtbüchereien Düsseldorf herunterladen können.

## Geschichte

### Gründung der Bibliothek und erste Erweiterungen

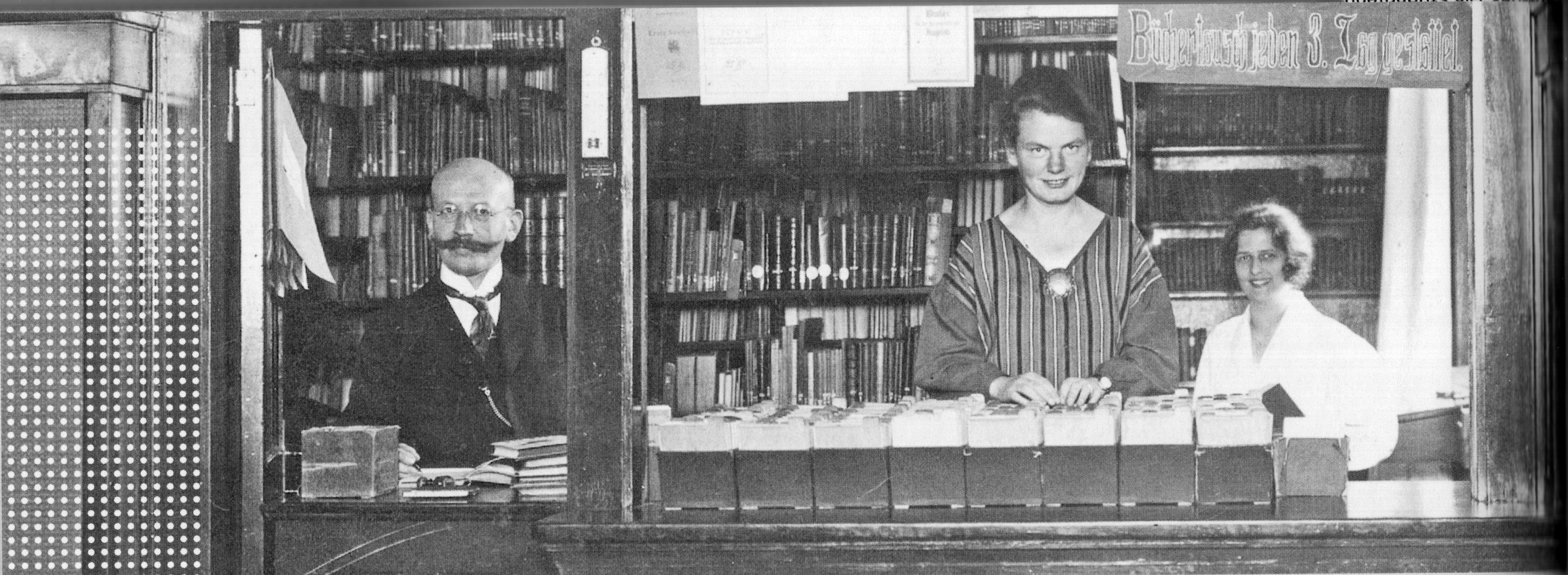
Ausleihe in einer Düsseldorfer Bibliothek (1910)

Am 28. April 1885 beschlossen die Stadtverordneten die Gründung einer öffentlichen Bücherei. Die Volksbücherei wurde am 1. Februar 1886 an der Bleichstraße 12, im Erdgeschoss der Städtischen Turnhalle, eröffnet. Der Bestand belief sich auf 862 Buchbände.
Am 8. Mai 1889 wurde mit der Bücherei in der Talstraße die erste Filiale der Städtischen Volksbibliothek eröffnet. 1906 wurde für die 1904 angegliederte Landesbibliothek ein Erweiterungsbau am Kunstgewerbemuseum Düsseldorf errichtet. Dabei wurde ein Lesesaal, den der Architekt Peter Behrens 1904 als Beitrag zur Louisiana Purchase Exposition entworfen und dort ausgestellt hatte, eingebaut.
Der ersten Zweigstelle folgten weitere in Oberbilk (1896), Flingern (1907), Derendorf (1911), Gerresheim (1913), Eller (1923), Rath (1924) und Wersten (1936). Durch Eingemeindungen wurden Bibliotheken in Oberkassel (1920) und Kaiserswerth (1929) angegliedert.
Im Jahr 1909 erfolgte die erste Umbenennung in Öffentliche Bücher und Lesehallen und zwei Jahre später in Städtische Bücher- und Lesehallen. 1902 zog die Hauptbücherei in die Charlottenstraße 100, bereits zwei Jahre später wegen Platzmangel in das erste Geschoss des Hofgärtnerhauses an der Jägerstraße, 1922 zum ersten Mal als Zentrale bezeichnet (heute Theatermuseum).

### 1920er Jahre bis Kriegsende

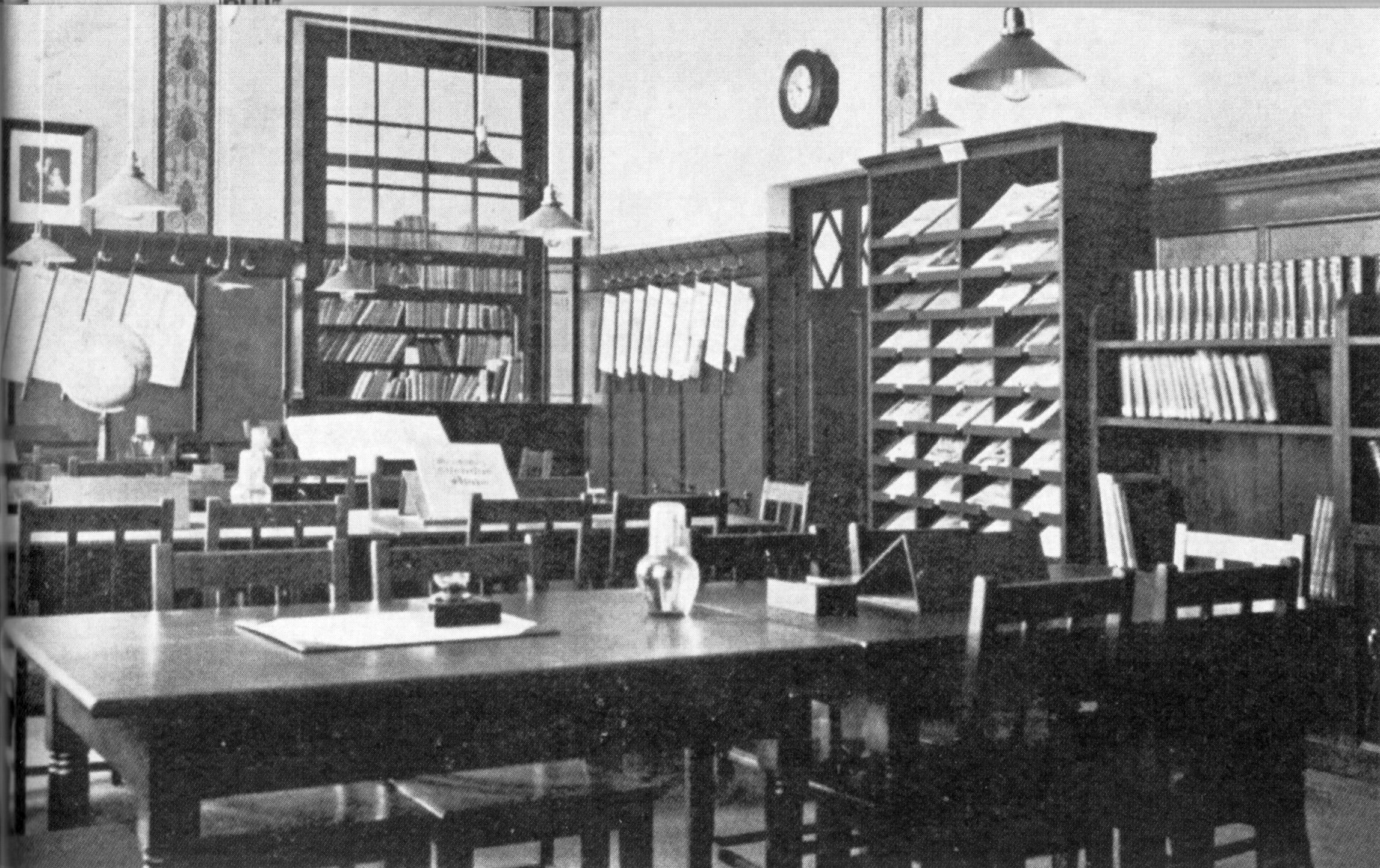
Lesehalle der Zweigstelle Eisenstraße (1910)

Im Jahr 1924 wurde in der Zentrale im Hofgärtnerhaus ein Raum mit einer Musikbücherei eingerichtet. Der Ausbau des öffentlichen Büchereisystems in Düsseldorf umfasste 1939, vor Ausbruch des Zweiten Weltkriegs (1939–1945), eine große Zentralbücherei, elf Stadtteilbüchereien und eine Musikbibliothek.

### Neubeginn nach Kriegsende bis in die 1960er Jahre
Im Zweiten Weltkrieg, insbesondere im Jahr 1943 waren sechs der elf Bibliotheken zerstört worden, darunter auch das Hofgärtnerhaus. Hier waren jedoch viele der Bücher vorher ausgelagert worden. Vorübergehende Unterbringen erfolgen in der Kasernenstraße und im Schloss Jägerhof (1954 bis 1956). Die Filiale in Oberkassel konnte bereits 1947 ihren Betrieb wieder aufnehmen. Bilk, Derendorf, Flingern und Wersten wurden erst in den Jahren 1967 bis 1976 wiedereröffnet. 1954 kam mit der Bücherei in Unterrath die erste neue Filiale nach dem Krieg hinzu.
Im Jahr 1953 beschloss man mit der Innenstadtadresse Berliner Allee 39 für die Zentrale einen markanten Standort an der neu ausgebauten Hauptverkehrsstraße. 1957 wurde dort die Bücherei Stadtmitte eingeweiht. Sie umfasste die Städtische Musikbücherei, die Blindenbücherei und die Direktion. 36.711 Bücher standen zum ersten Mal für die Besucher frei zugänglich zur Ausleihe bereit, bis dahin waren die angefragten Bücher vom Personal ausgesucht worden.
Fünf Jahre später wurden in der Berliner Allee zusätzlich 132 Quadratmeter angemietet und die Musikbücherei und die zentrale Verwaltung dorthin ausgegliedert. Mitte der 1960er Jahre fanden weitere Aus- und Umbauarbeiten statt, um den wachsenden Benutzer- und Medienzahlen gerecht zu werden.
Am 1. Mai 1966 wird die Volksbücherei in Stadtbüchereien umbenannt.

### 1970er Jahre bis Umzug zum Weiterbildungszentrum (WBZ), hinter dem Hauptbahnhof, ab 1986
Im Jahr 1973 öffnete eine Filiale in Hassels. 1975 wurde die Bücherei des neu eingemeindeten Stadtteils Unterbach in die Stadtbüchereien Düsseldorf eingegliedert. Im selben Jahr wurde in Garath im Rahmen des Baues eines Stadtteilzentrums eine weitere Zweigstelle eröffnet. Seit 1971 bestand eine Fahrbücherei, die mit Ratsbeschluss zum Ende des Jahres 2015 eingestellt wurde.
Im Rahmen der Stadterneuerung in Oberbilk entstand 1986 auf dem Gelände eines ehemaligen Stahlwerkes zwischen Eisenstraße und Hauptbahnhof am Bertha-von-Suttner-Platz die neue Zentralbibliothek. Damit kehrten die Stadtbüchereien Düsseldorf nach 100 Jahren an ihren Ursprungsort zurück. Seit 1976 wurde der Umzug für die zu klein gewordene Zentralbibliothek zum Weiterbildungszentrum hinter dem Hauptbahnhof vorbereitet, die 1986 dort eröffnet wurde. Gleichzeitig wurde dort ein umfangreiches EDV-System zur Erfassung und Verbuchung des Leihbestandes der rund 300.000 Medien eingeführt. Die Düsseldorfer Zentralbibliothek galt zu dieser Zeit als eine der modernsten Bibliotheken der Bundesrepublik. Es begann dort eine „neue Ära der Informationsvermittlung“, zu der später auch die Neuen Medien zählen. Es kamen Video-Kassetten, gefolgt von CDs und Software-Disketten hinzu. Online-Datenbankzugänge und Internetanschlüsse folgten in den 1990er Jahren. Im Jahr 2011 wurden erstmals über fünf Millionen Ausleihen in einem Jahr getätigt. Besonders in den 1990er Jahren wuchs zudem die Zahl der Veranstaltungen.

Ehemalige Zentralbibliothek am Bertha-von-Suttner-Platz
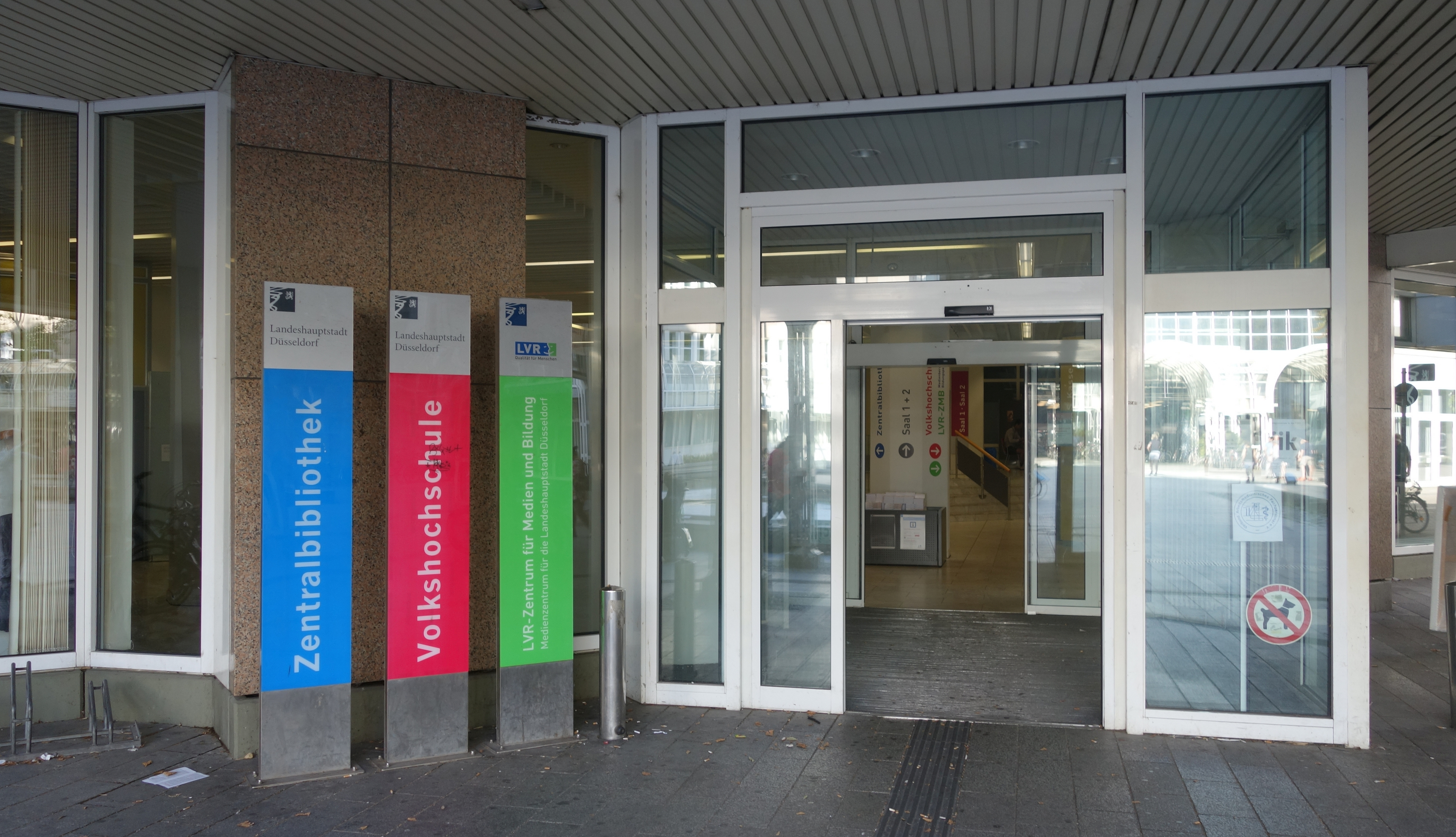
Eingang
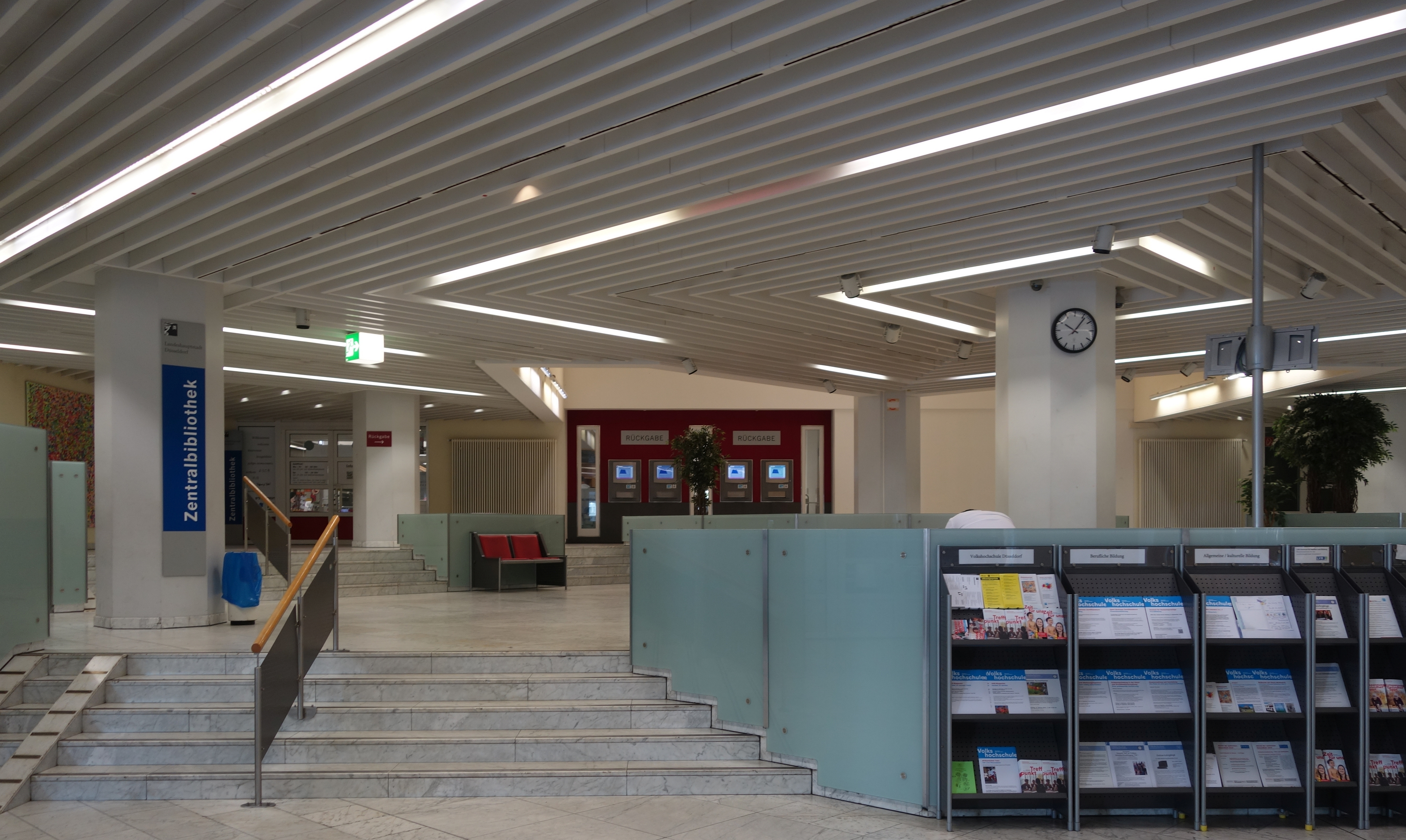
Eingangshalle
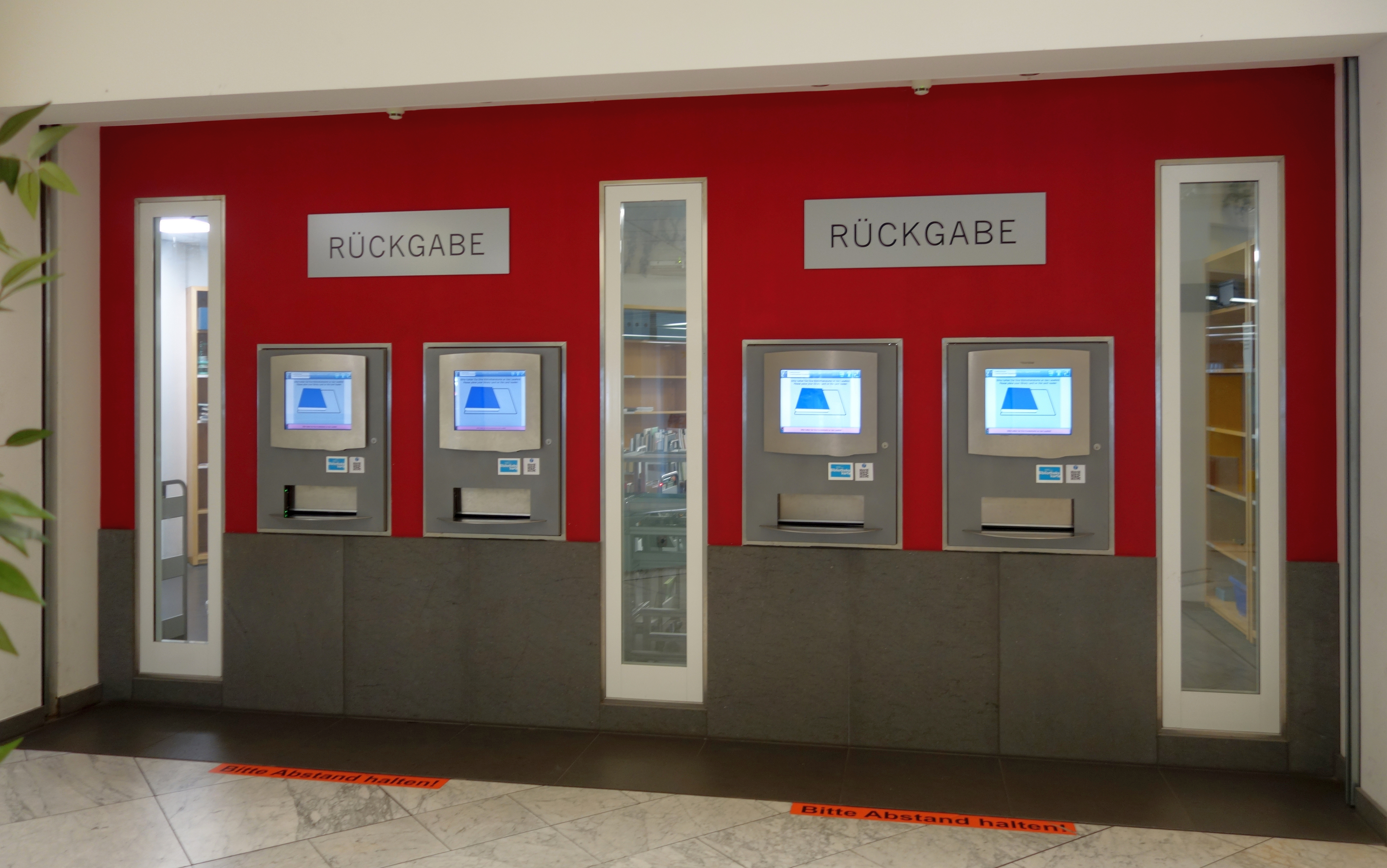
Automatisierte Rückgabe
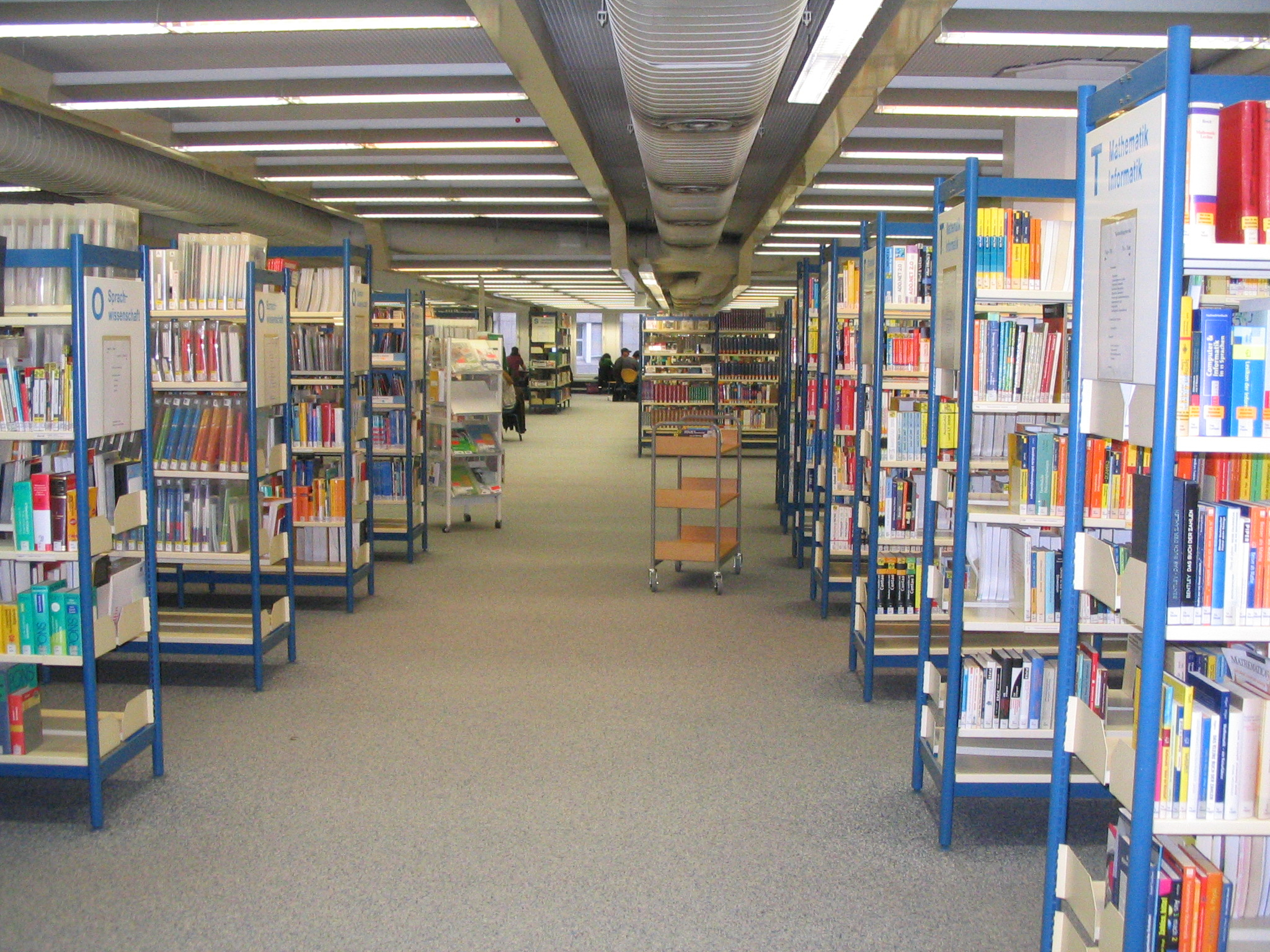
Bibliothek

### Heutiger Standort KAP1, vor dem Hauptbahnhof, seit 2021

„Bibliothek der Dinge“
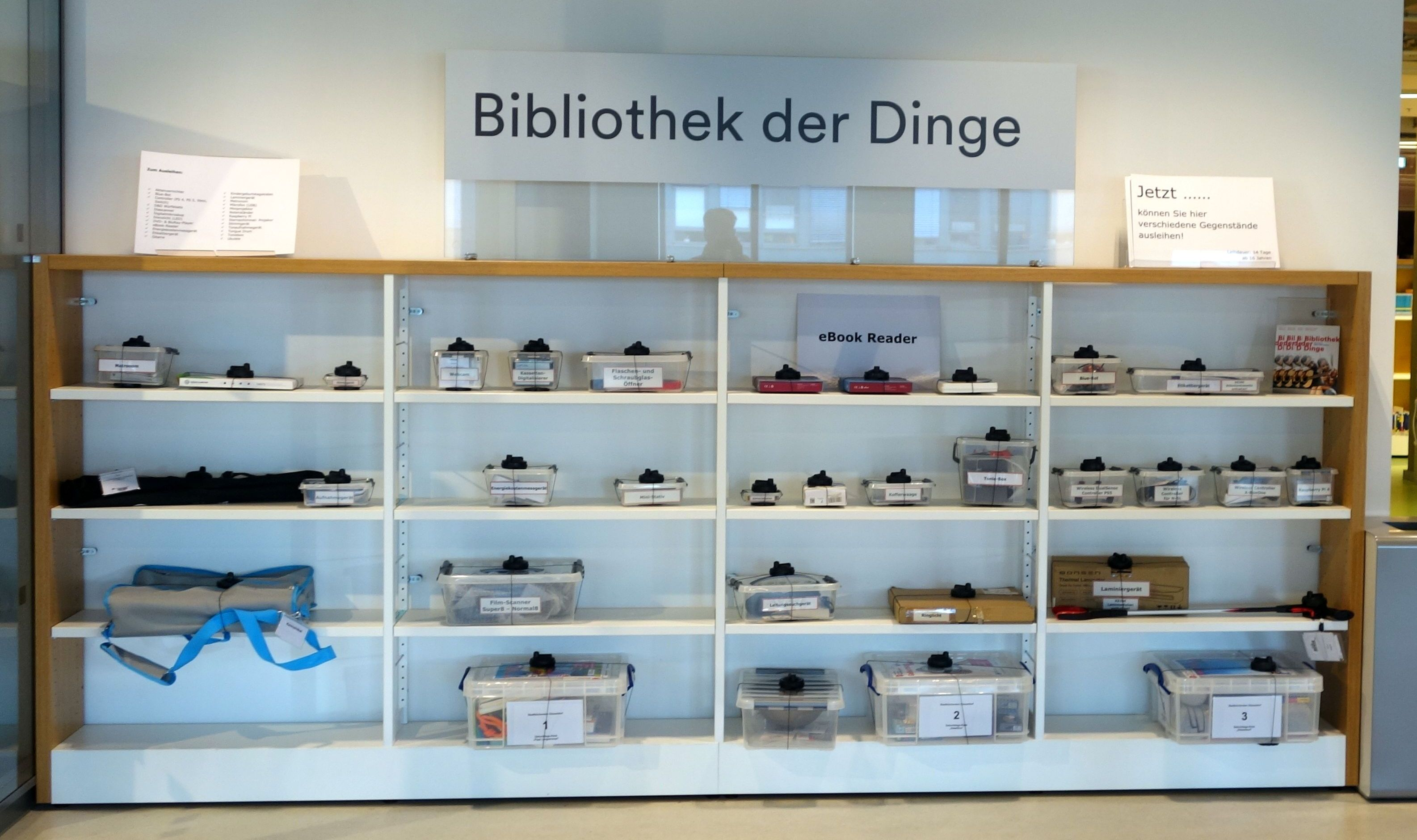
Neben Literatur sind auch diverse Geräte des gelegentlichen Gebrauchs ausleihbar
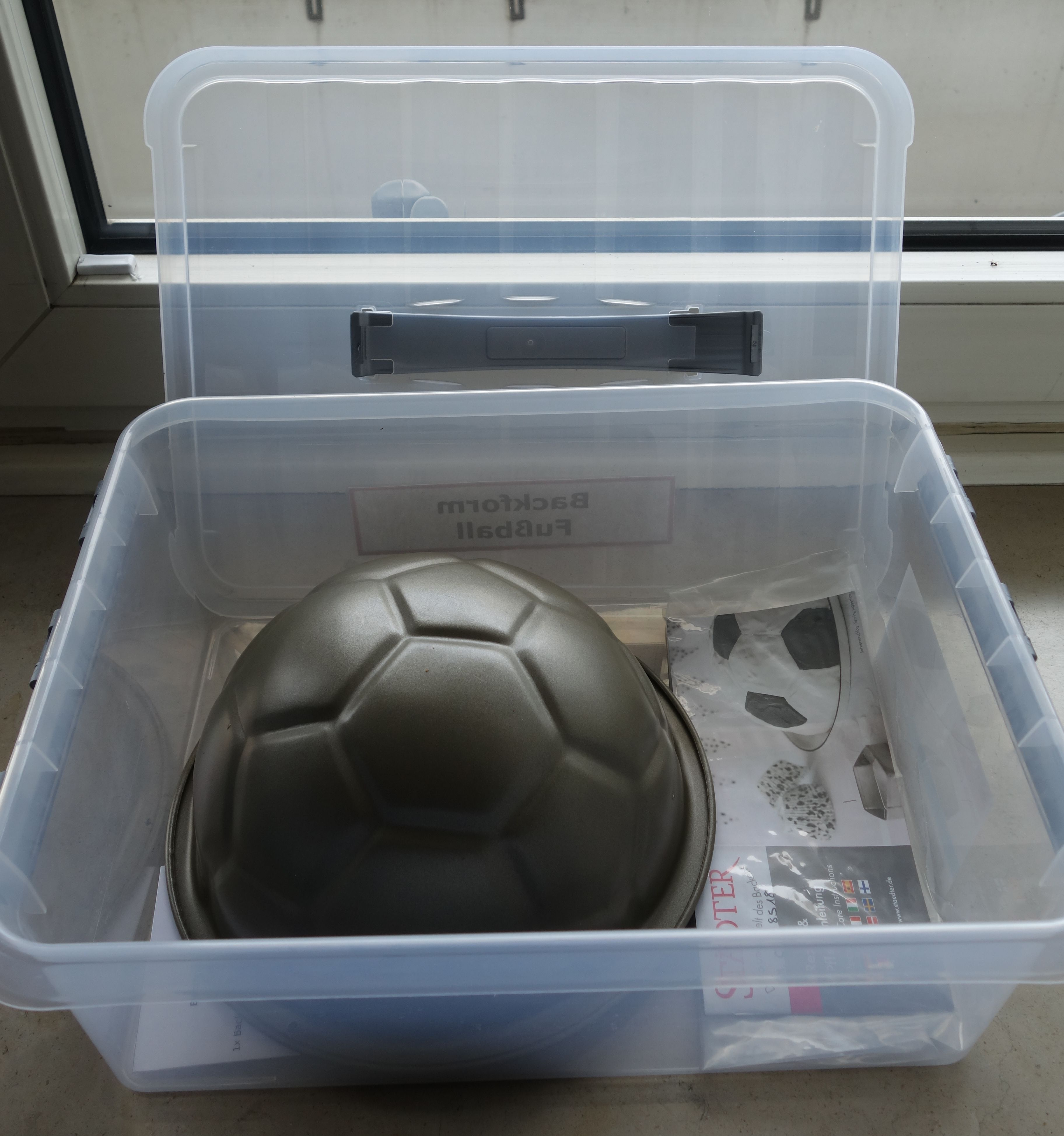
Eine Fußball-Kuchenform, während der Fußball-Europameisterschaft 2024

Im November 2021 wurde in dem aufgegebenen Gebäude der Oberpostdirektion am Konrad-Adenauer-Platz die neue Zentralbibliothek eröffnet, jetzt auf der jetzt anderen Seite des Hauptbahnhofs, Richtung Stadtmitte. Das Gebäude erhielt als neuen Namen das Kürzel KAP1 (Konrad-Adenauer-Platz 1).
Die von der Stadt gemietete Fläche umfasst 23.300 Quadratmeter. Im Frühjahr 2018 begann der schrittweise Um- und Ausbau, der Umzug begann im Juli, die Eröffnung war am 6. November 2021. Die beim Umzug bei laufendem Betrieb zu bewegenden Medien entsprachen einer Länge von 8,5 Kilometer Regalböden. Die Büchereibenutzer waren zuvor aufgefordert worden, möglichst viel auszuleihen, ein Großteil wurde von den Mitarbeitern auf Bücherwagen zu Fuß durch den Bahnhof zur neuen Bibliothek transportiert. Die alte Bücherei schloss am 5. November 2021, die neue eröffnete am 6. November 2021 um 11 Uhr.
Seit 2017 konzentriert sich die Zentralbücherei zunehmend auch auf den Einsatz von neuen Medien. Beispielsweise wurden im Rahmen des sogenannten „LibraryLab“ im Oktober 2017 eine Woche lang Workshops und verschiedene Vorträge zu diesem Thema angeboten.